# (3050) Carrera
(3050) Carrera es un asteroide perteneciente al cinturón de asteroides, descubierto el 13 de julio de 1972 por Carlos Torres desde la Estación Astronómica de Cerro El Roble, Chile.

## Designación y nombre
Designado provisionalmente como 1972 NW. Fue nombrado Carrera en honor a la familia Carrera, que desempeñó un importante papel durante los siglos XVIII al XX en Chile.